# Phil Jackson Ibarguen Sanchez
Phil Jackson Ibarguen Sanchez ili samo Phil Jackson (Acandí, 2. veljače 1985.), kolumbijski nogometaš,igrao na poziciji napadača.

## Karijera
Karijeru je počeo u rodnoj Kolumbiji igrajući za Cortuluá i Independiente Santa Fe. U Europu dolazi 2006. točnije u portugalski Paços de Ferreira. Kasnije igra za Laktaše, te naposljetku za zenički Čelik. Zbog spora s Čelikom veći dio 2010. godine nije igrao. U kolovozu 2010. bio je na probi u splitskom Hajduku koju je i prošao, ali ipak nije potpisao ugovor s bilima. U siječnju 2011. priključuje se Slogi iz Uskoplja. Za Slogu je debitirao pogotkom tek 10. travnja 2011. protiv livanjskog Troglava. Prije početka nove sezone 2011./12. priključuje se mostarskom Zrinjskom za koji debitira u 7. kolu protiv Borca. Nakon toga kratko nastupa za tuzlansku Slobodu.
S reprezentacijom Kolumbije do 20 godina nastupao je 2004. na turniru u Toulonu. Suigrači su mu bili Freddy Guarin, Cristian Zapata, Radamel Falcao i drugi.

## Privatni život
Oženjen, ima troje djece.

## Vanjske poveznice
- Profil na transfermarkt.co.uk